# Richard Linklater
Richard Stuart Linklater (Houston, Texas; 30 de julio de 1960) es un director de cine y guionista estadounidense, conocido principalmente por las películas Slacker, Dazed and Confused, Escuela de rock, Boyhood (por la cual ganó dos Globos de Oro) y la serie Antes (Antes del amanecer, Antes del atardecer y Antes del anochecer).
Fue uno de los primeros y más exitosos directores en emerger durante la década de los 90 en el firmamento del cine independiente. En 1994 tuvo una hija, Lorelei Linklater, la cual interpretó algunas líneas en su película Despertando a la vida y tuvo un papel más relevante en la oscarizada Boyhood.

## Primeros años
Linklater nació en Houston, Texas. Estudió en la Secundaria Huntsville (Huntsville High School) y en la Universidad estatal de Sam Houston (Sam Houston State University); dejó la universidad en 1982 para trabajar en una plataforma petrolífera en el golfo de México. Durante su estancia en la plataforma dedicaba su tiempo libre a leer literatura, pero desarrolló un gran amor por el cine gracias a sus sucesivas visitas a un cine local de Houston. Fue en este momento cuando Linklater se convenció de que quería ser director de cine. Linklater usó el dinero que había ahorrado mientras trabajaba en la plataforma para comprar una videocámara súper 8, un proyector y algunos equipos de edición, y se mudó a Austin. Fue allí donde el joven director fundó la Austin Film Society y creció apreciando a autores como Robert Bresson, Yasujiro Ozu, Rainer Werner Fassbinder, Josef von Sternberg y Carl Theodor Dreyer.
Desde que tenía aproximadamente veinte años ha sido vegetariano.

## Carrera

### Sociedad cinematográfica de Austin
Linklater fundó la Austin Film Society en 1985 junto con su frecuente colaborador Lee Daniel, y es reconocido por promocionar y consolidar la ciudad de Austin como un centro de cine independiente.

### Inspiraciones
Su trabajo está en buena medida influenciado por su experiencia con Raging Bull. Linklater le dijo a Robert K. Elder en una entrevista para The Film That Changed My Life:.

Me hizo ver el cine como una salida para lo que estaba pensando y deseaba expresar. A ese punto, yo era un artista inconforme. En ese momento, algo estaba cocinándose dentro de mí, pero Raging Bull hizo que hirviera.

### Primeros trabajos dirigidos
Por varios años, Linklater hizo varios cortometrajes que fueron principalmente ejercicios y experimentos de técnicas cinematográficas. Su primera película, la apenas exhibida It's Impossible to Learn to Plow by Reading Books (disponible en la edición de Criterion Collection de Slacker), fue realizada con una súper 8 y tomó un año en ser grabada y otro año en ser editada. La película es importante en la medida en que introduce muchas de las preocupaciones presentes en varios de los trabajos de Linklater. Se caracteriza por tener mínimos movimientos de cámara y la falta de narrativa, y examina la idea de viajar sin ninguna dirección particular en mente. Estos temas serán explorados con más detalle en posteriores trabajos de Linklater.

## Filmografía
- Hitman (2023). Director, coguionista.[5]
- Merrily We Roll Along (TBA). Director, guionista.
- Where'd You Go, Bernadette (2019), Director, guionista[6]
- La última bandera (2017). Director, guionista y productor.
- Everybody Wants Some!! (2016). Director, guionista, productor.
- Boyhood (2014). Director, guionista, productor.
- Before Midnight (2013). Director, guionista, productor.
- Bernie (2012). Director, guionista.
- Up to Speed (Serie de televisión. 1.ª temporada. Capítulos 2, 3, 4, 5 y 6) (2012). Director.
- Me and Orson Welles (2009). Director.
- Inning by Inning: A Portrait of a Coach (2008). Director.
- A Scanner Darkly (2006). Director, guionista. (Basada en la novela Una mirada a la oscuridad, de Philip K. Dick).
- Fast Food Nation (2006). Director, guionista.
- Bad News Bears (2005). Director.
- Antes del atardecer (2004). Director, guionista, producción.
- $5.15/Hr. (2004). Director, guionista.
- Escuela de rock (2003). Director.
- Despertando a la vida (Waking Life, 2002). Director, fotografía, guionista.
- Live from Shiva's Dance Floor (2002). Director.
- Tape (2001). Director.
- Spy Kids (2001). Actor.
- The Newton Boys (1998). Director.
- SubUrbia (1996). Director.
- Antes del amanecer (1995). Director, guionista.
- Dazed and Confused (1993). Director, guionista.
- Heads I Win/Tails You Lose (1991). Director, guionista, producción.
- Slacker (1991). Director, productor, actor.
- It's Impossible to Learn to Plow by Reading Books (1988). Director, fotografía, guionista.
- Woodshock (1985). Director, fotografía, guionista.

## Premios y distinciones
Óscar
| Año  | Categoría            | Película        | Resultado |
| ---- | -------------------- | --------------- | --------- |
| 2005 | Mejor guion adaptado | Before Sunset   | Nominado  |
| 2014 | Mejor guion adaptado | Before Midnight | Nominado  |
| 2015 | Mejor película       | Boyhood         | Nominado  |
| 2015 | Mejor director       | Boyhood         | Nominado  |
| 2015 | Mejor guion original | Boyhood         | Nominado  |

Globos de Oro
| Año  | Categoría              | Película | Resultado |
| ---- | ---------------------- | -------- | --------- |
| 2015 | Mejor película - Drama | Boyhood  | Ganador   |
| 2015 | Mejor director         | Boyhood  | Ganador   |
| 2015 | Mejor guion            | Boyhood  | Nominado  |

BAFTA
| Año  | Categoría            | Película | Resultado |
| ---- | -------------------- | -------- | --------- |
| 2015 | Mejor película       | Boyhood  | Ganador   |
| 2015 | Mejor director       | Boyhood  | Nominado  |
| 2015 | Mejor guion original | Boyhood  | Ganador   |

Festival Internacional de Cine de Venecia
| Año  | Categoría                           | Película    | Resultado         |
| ---- | ----------------------------------- | ----------- | ----------------- |
| 2001 | Premio CinemAvvenire-Mejor película | Waking Life | Ganador           |
| 2023 | Incluida en la Sección Oficial      | Hit Man     | Fuera de concurso |